# Opera (spletni brskalnik)

Opera je večnamenski spletni brskalnik, ki omogoča pregledovanje internetnih strani, pošiljanje ter prejemanje elektronske pošte, urejanje kontaktov, pogovarjanje preko protokola IRC, prenose BitTorrent in branje novic RSS. Na voljo sta tudi Opera mini za prenosne telefone ter Opera za igralne konzole Nintendo Wii.
Opero so razvili v podjetju Opera Software, na Norveškem v Oslu leta 1994 (podjetje Opera je nastalo leta 1995), leta 1996 pa je izšla prva različica brskalnika Opera 2.0. Danes je brskalnik moč dobiti za več operacijskih sistemov:
- za MS Windows,
- za Mac OS X,
- za Linux,
- za FreeBSD ter
- za Solaris.

## Zgodovina
Opera se začne leta 1994 kot raziskovalni projekt pri podjetju Telenor, največjem Norveškem telekomunikacijskem podjetju. Leta 1995 se odcepi, ustanovi se podjetje Opera Software ASA.
Leta 1996 je izšla prva različica (2.0), ki je bila na voljo širši publiki. Različica 3.0 je na željo uporabnikov izšla v več različicah, ki so podpirale različne operacijske sisteme.
Različica 5.0 je postala reklamno sponzorirana, brskalnik je postal plačljiv. Z različico 8.5 so se oglasi odstranili, brskalnik pa je spet postal brezplačen.
Z različico 9.1 je Opera Software ASA predstavil t. i. fraud protection s sodelovanjem podjetij Geotrust in Phishtank.

## Kodna imena
Opera 10 bo podpirala več operacijskih sistemov, uporabnikom pa bo omogočala branje spletnih strani na namizju. Opera 10 bo vsebovala tudi orodja, ki bodo namenjena razvijalcem spletnih standardov. Razvijanje Opere poteka v treh različnih smereh, ki imajo kodna imena Merlin, Kestrel ter Peregrine.

## Značilnosti
Opera tako kot večina drugih spletnih brskalnikov omogoča iskanje spletnih strani in pregledovanje le-teh, tako kot pri brskalniku Firefox pa ponuja tudi branje novic RSS in internetno komunikacijo prek protokola IRC. Zelo dobro urejeno ima tudi zgodovino iskanja, možno pa jo je tudi sinhronizirati z drugimi računalniki.
Strokovnjaki, ki so opravljali preizkuse in teste priporočajo Opero predvsem za starejše in slabše napajane računalnike, saj ni eden izmed najhitrejših brskalnikov, je pa zato bolj zanesljiv. Kljub svoji majhni velikosti (zasede le približno 24 MB na disku) pa lahko teče na več operacijskih sistemih, kot ostali spletni brskalniki. Opera podpira pet operacijskih sistemov, in sicer Microsoft MS Windows, Linux, Mac OSX, Solaris in FreeBSD. 